# نکار (رود)

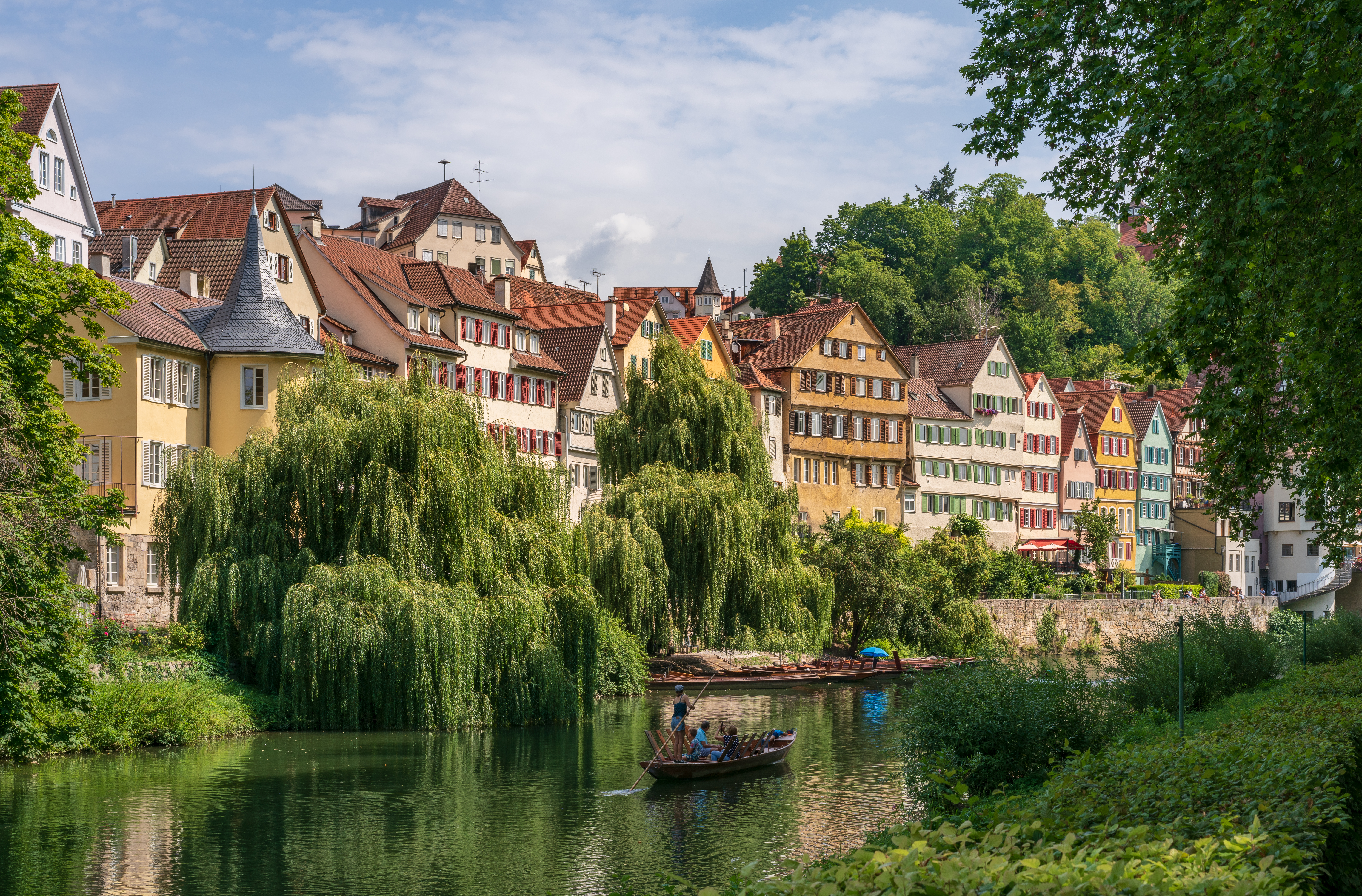
رود نکار از شهر توبینگن می‌گذرد.

نِکار (به آلمانی: neckar) () رودی است که از جنگل سیاه سرچشمه می‌گیرد و به راین می‌ریزد.این رود از کشور آلمان می‌گذرد. طول آن ۳۶۷ کیلومتر (۲۲۸ مایل)، ارتفاع آن ۷۰۶ متر (۲٬۳۱۶ فوت) است.